# Protankyra pacifica
Protankyra pacifica är en sjögurkeart som beskrevs av Ludwig. Protankyra pacifica ingår i släktet Protankyra och familjen masksjögurkor. Inga underarter finns listade i Catalogue of Life.